# Naissance en 892
Naissance
- 888
- 889
- 890
- 891
- 892
- 893
- 894
- 895
- 896

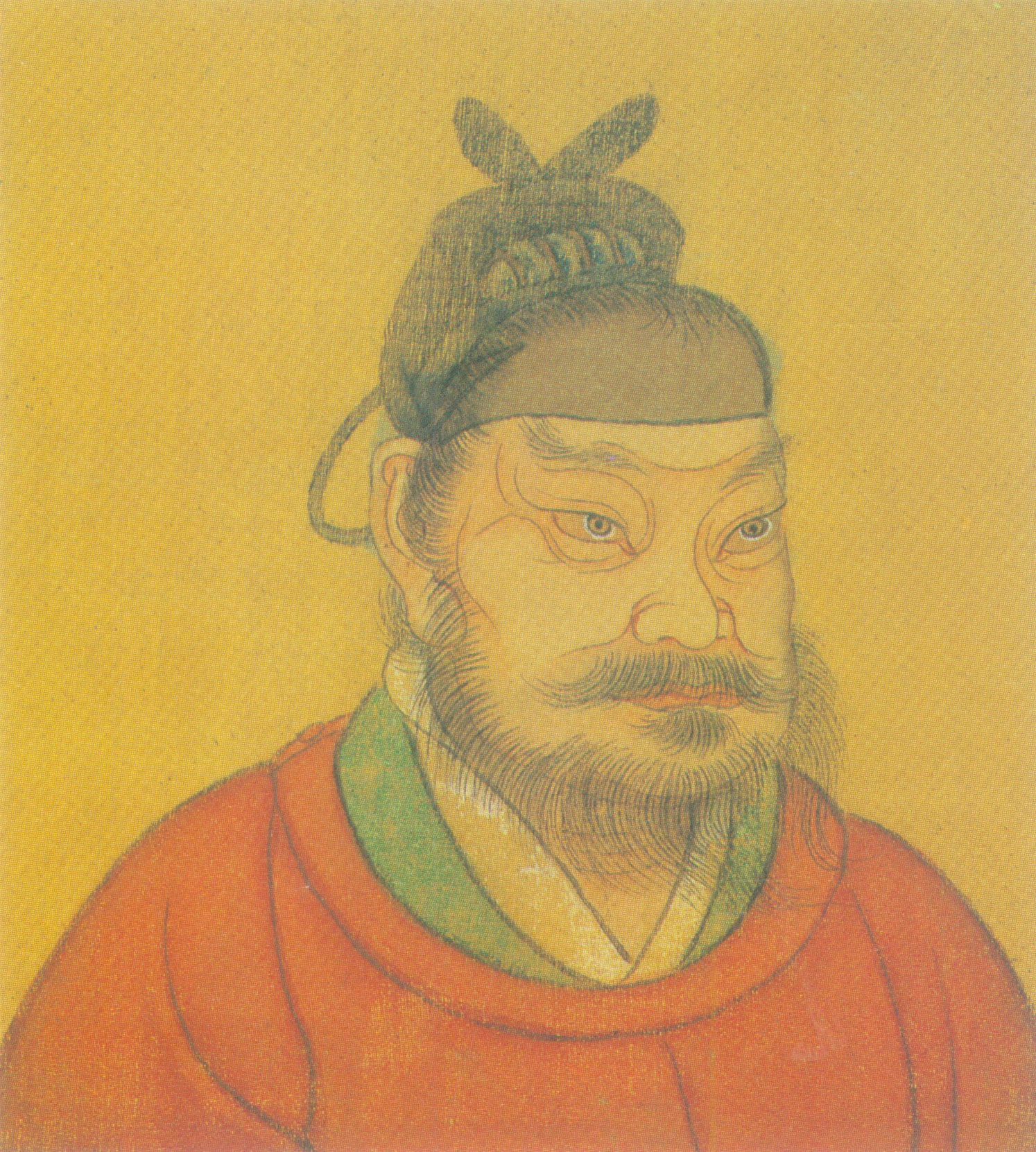
Shi Jingtang né en 892.

Cette page dresse une liste de personnalités nées au cours de  l'année 892 :
- 27 septembre : Tang Aidi, dernier empereur chinois taoïste de la dynastie Tang.

- Shi Jingtang (en), empereur chinois.
- Jing Yanguang (en), ministre chinois durant la période des Cinq Dynasties et des Dix Royaumes.
- Dou Zhengu (en), ministre chinois durant la période des Cinq Dynasties et des Dix Royaumes.

date incertaine (vers 892)
- Guibert de Gembloux, ermite et moine, fondateur de l'abbaye Saint-Pierre, de Gembloux (Namur, Belgique).

## Crédit d'auteurs
- Cet article est partiellement ou en totalité issu de l'article intitulé « 892 » (voir la liste des auteurs).